# Club Tennis de la Salut
El Club Tennis de la Salut es una entidad deportiva española, del barrio de La Salud, en el distrito de Gracia de Barcelona. Es uno de los clubes deportivos más antiguos de España y el segundo club de tenis más antiguo de Cataluña, tras el Real Club de Tenis Barcelona.
Actualmente la actividad del club se centra en el tenis y el pádel, aunque en sus instalaciones también pueden practicarse otros deportes. 

## Instalaciones

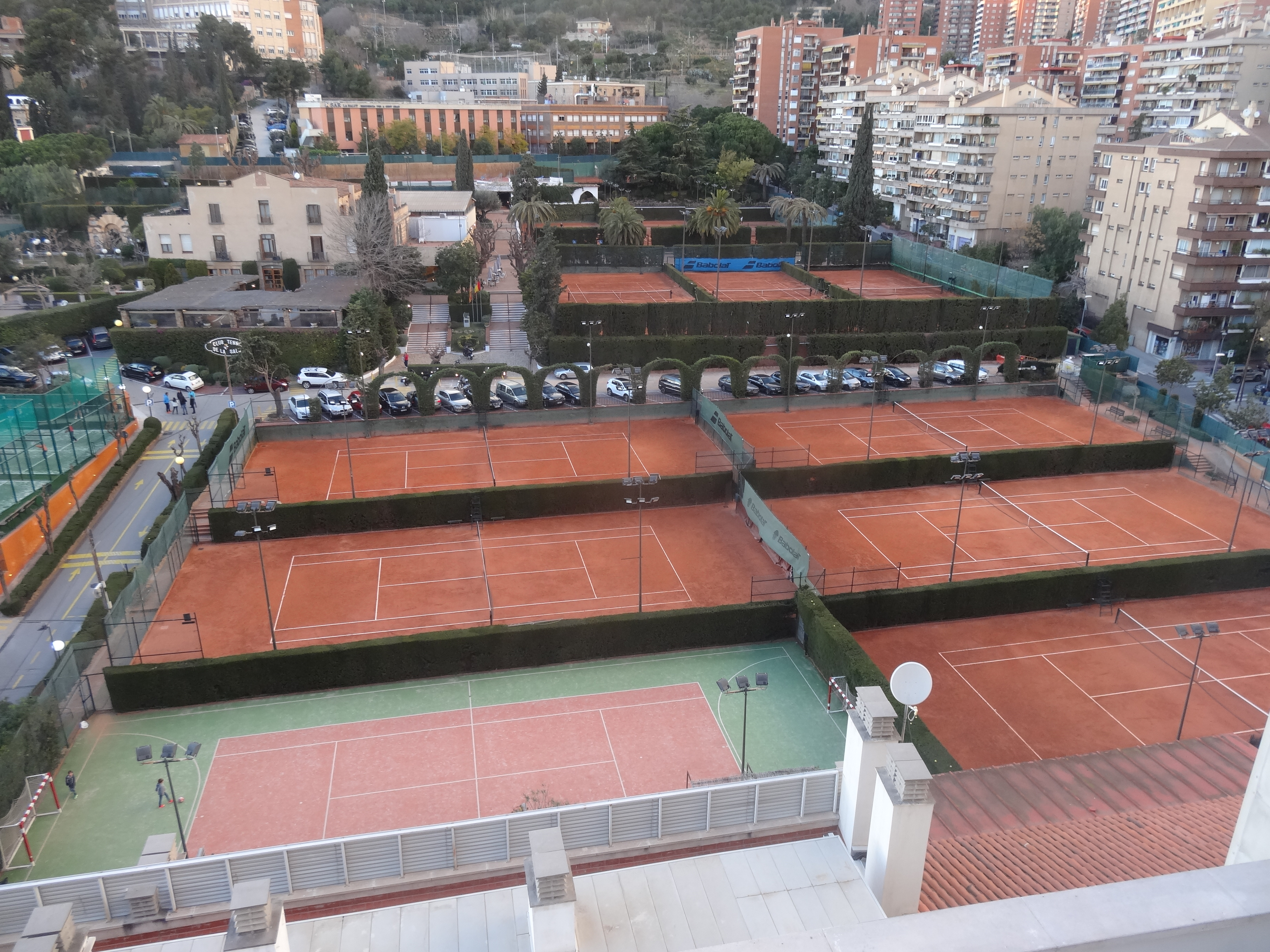
Vista de las pistas del club.

Las instalaciones del club ocupan 34.000 metros cuadrados en el barrio de La Salud de Barcelona. Cuenta con 16 pistas de tenis de tierra batida y 10 pistas de pádel. Dispone también de piscina, gimnasio, un pabellón polideportivo cubierto y salas sociales y de recreo, para la práctica de juegos de cartas y de mesa.

## Historia
La entidad fue constituida como Salud Sport Club el 8 de junio de 1902, por un grupo de deportistas a partir del Club Social La Salud, fundado en 1899. Juan Galobart fue el primer presidente y Eusebio Güell, conde de Güell, fue nombrado presidente honorífico. Para construir sus instalaciones lograron unos terrenos de la masía de Can Xipreret, en la falda de Collserola.
Inicialmente, además del tenis, el club se dedicaba a la práctica del fútbol, siendo uno de los pioneros de este deporte en España. Ya en 1902 el Salud Sport Club fue uno de los diez miembros fundacionales de la Asociación de Clubes de Football de Barcelona, precursora de la actual Federación Catalana de Fútbol. En 1903 tomó parte en la Copa Barcelona y en 1904 participó en la primera categoría del Campeonato de Cataluña, el torneo futbolístico más antiguo de España.
Posteriormente se denominó Asociación de Propietarios Sport Club, Club Deportivo de La Salud, y Club Tenis de La Salud, antes de adoptar el actual Club Tennis de la Salut.
En el ámbito de la raqueta, destaca la creación de la primera escuela de tenis de España, en 1959. En ella se han formado algunos de los principales tenistas españoles de la historia como Manuel Orantes, Beto Martín, Conchita Martínez o Àlex Corretja. La Salut es el único club del mundo con dos campeones de la Copa Másters de Tenis, los citados Orantes y Corretja.
El club tiene con una larga tradición en la organización de fiestas sociales para sus miembros. En los años 1950 y 1960 sus verbenas de San Pedro adquirieron gran notabilidad; llegaron a ser retransmitidas por Radio Barcelona y aparecen mencionadas en la novela «Últimas tardes con Teresa» de Juan Marsé.

## https://share.google/iLzZBGoZr60WEbOPd
- Wikimedia Commons alberga una categoría multimedia sobre Club Tennis de la Salut.
- Web oficial
- Tenis en Barcelona

- Datos: Q16188892
- Multimedia: Club Tennis de la Salut / Q16188892